# Vlada Republike Srbije
Vlada Republike Srbije (srbsko Влада Републике Србије, latinizirano: Vlada Republike Srbije), običajno skrajšano srbska vlada (srbsko Српска Влада, latinizirano: Srpska Vlada), je izvršna veja oblasti v Srbiji.
O vladnih zadevah odloča kabinet ministrov, ki ga vodi predsednik vlade. Vlada ima sedež v stavbi Ministrstva za finance Kraljevine Jugoslavije.

## Pristojnost
V skladu z ustavo Srbije vlada:
- določa in vodi javno politiko
- izvršuje zakone in druge splošne akte Državnega zbora
- Sprejema predpise in druge splošne akte za izvrševanje zakonov
- Predlaga državnemu zboru zakone in druge splošne akte ter daje mnenje o njih, če jih predloži drug predlagatelj.
- Usmerja in usklajuje delo organov javne uprave ter nadzoruje njihovo delo
- Opravlja druge naloge, določene z ustavo in zakonom

Prav tako je vlada odgovorna Narodni skupščini za politiko Republike Srbije, za izvrševanje zakonov in drugih splošnih aktov Narodne skupščine ter za delo organov državne uprave.

## Seznam vlad
| Začetek mandata   | Predsednik vlade            | Vladajoča stranka                  |
| ----------------- | --------------------------- | ---------------------------------- |
| 11. februar 1991  | Dragutin Zelenović          | Socialistična stranka Srbije       |
| 23. december 1992 | Radoman Božović             | Socialistična stranka Srbije       |
| 10. februar 1993  | Nikola Šainović             | Socialistična stranka Srbije       |
| 18. marec 1994    | Mirko Marjanović            | Socialistična stranka Srbije       |
| 24. marec 1998    | Mirko Marjanović            | Socialistična stranka Srbije       |
| 25. oktober 2000  | Milomir Minič               | Socialistična stranka Srbije       |
| 25. januar 2001   | Zoran Đinđić Zoran Živković | Demokratska stranka, koalicija DOS |
| 3. marec 2004     | Vojislav Koštunica          | Demokratska stranka Srbije         |
| 15. maj 2007      | Vojislav Koštunica          | Demokratska stranka Srbije         |
| 7. julij 2008     | Mirko Cvetković             | Demokratska stranka                |
| 27. julij 2012    | Ivica Dačić                 | Srbska napredna stranka            |
| 27. april 2014    | Aleksandar Vučić            | Srbska napredna stranka            |
| 11. avgust 2016   | Aleksandar Vučić            | Srbska napredna stranka            |
| 29. junij 2017    | Ana Brnabić                 | Srbska napredna stranka            |
| 28. oktober 2020  | Ana Brnabić                 | Srbska napredna stranka            |

## Državne službe in uradi
Vlada Republike Srbije ima v okviru svojih ministrstev več kot 130 vladnih služb in institucij. Od decembra 2017 delujejo naslednje:
- Urad generalnega sekretarja Vlade Srbije
- Urad za sodelovanje z mediji
- Agencija za upravljanje s človeškimi viri
- Letalska služba Vlade Srbije
- Direktorat za skupne zadeve republiških organov
- Koordinacijsko telo za občine Preševo, Bujanovac in Medveđa
- Urad za nacionalno varnost in varovanje tajnih podatkov
- Urad za sodelovanje s civilno družbo
- Urad za revizijo sistema upravljanja sredstev Evropske unije
- Urad za človekove in manjšinske pravice
- Urad za Kosovo in Metohijo
- Urad za koordinacijo v procesu pogajanj z začasnimi institucijami samouprave v Prištini
- Urad Sveta za sodelovanje z Rusko federacijo in Ljudsko republiko Kitajsko
- Urad za nadzor drog
- Urad za upravljanje javnih naložb
- Urad za informatiko in elektronsko upravo